# Fónagy Iván műveinek listája
Fónagy Iván tudományos publikációi (1941 – 2006) időrendben:

## 2001 – 2006
- 2006 Dynamique et changement. Ser. Bibliothèque de l’Information Grammaticale, 58. Authors: Fónagy [I] M.(sic) Louvain ; Paris ; Dudley, Ma. : Peeters. Pages: VI, 544 ISBN 2877238474; ISBN 9042915722 (Peeters Leuven : alk. paper); ISBN 2877238474 (Peeters France : alk. paper)
- 2006 Prosody and syntax : cross-linguistic perspectives. Ed. by Yuji Kawaguchi, –, Tsunikazu Moriguchi. Philadelphia, PA : Benjamins. 381 p. ISBN 9027233152; ISBN 9789027233158
- 2003 Bases semantiques de l'intensification = International journal of slavic linguistics and poetics. 45. 149 ISSN 0538-8228
- 2003 Des Fonctions de l'intonation: Essai de synthèse
 https://web.archive.org/web/20061128012437/http://ed268.univ-paris3.fr/lpp/pages/EQUIPE/vaissiere/fonagy/articles/fontions%20de%20l'intonation.pdf. Flambeau 29: 1-20 (disponible) ISSN 0285-0621
- 2002 Hangszimbolika [Symbolisme phonétique]. In: Kapitány Agnes et Kapitány Gábor eds. Jelbeszéd az életünk. A szimbolizáció története és kutatásának módszere, [1. köt.] [Notre vie: langage de symboles. Histoire de la symbolisation et l'analyse de ses méthodes], 56-79. Budapest: Osiris – Századvég. ISBN szám nélkül.
- 2001 Languages within language : an evolutive approach. Amsterdam; Philadelphia, PA : Benjamins 828 p. Ser. Foundations of semiotics, 13. ISBN 1556190387; ISBN 9027232830

(résumé) http://cogweb.ucla.edu/Abstracts/Fonagy_01.html
- 2001 Les niveaux de la voix: approche phylogénétique. In: Voix et Psyché. Paris: L'Harmattan. ISBN 2747540057; ISBN 9782747540056
- 2001 El proceso de recordar; recuperaci ón y descubrimento. Libro Annual de Psicoanálisis. 15. pp. 259–275.
- 2001 Comment conclure? Sur une stratégie universelle des oeuvres littéraires. In: A-M. Loffler-Laurian ed. Etudes de linguistique générale et contrastive. Hommage à Jean Perrot, pp. 117–132. Paris: Société de Linguistique de Paris.

## 1996 – 2000
- 2000 Mes rencontres avec l'intonation. La prosodie au coeur du débat, ed. Guimbretière. pp. 151–163. Rouen: Publication de l'Université de Rouen.
- 2000 Languages of iconicity. In: Phonosymbolism ed. Violi, Patrizia, pp. 85–98. Turnhout (Belgium) : Brepols.
- 2000 A befejezésről [Comment terminer?] = Holmi, 12. évf. pp. 202–216, 333-345. ISSN 0865-2864
- 1999 A mágia és a titkos tudományok története. Budapest : Pallas Antikvárium. 479 p. ISBN 9639117242
- 1999 A költői nyelvről : [egyetemi tankönyv] [Du langage poétique]. Budapest : Corvina. 525 p. ISBN 9631345246; ISBN 9789631345247
- 1999 Why iconicity? In: From miming meaning, eds. Max Nänny and Olga Fischer, pp. 3–36. Amsterdam /Philadelphia: Benjamins. ISBN 1556195338
- 1999 The process of remembering. = The International journal of psychoanalysis. 80. no. 5. pp. 961–978. ISSN 0020-7578
- 1998 Rögződés és változás a nyelvben [Fixation et changement dans le langage]. Budapest : MTA, Nyelvtudományi Intézet. 136 p. ISBN 9638461926; ISBN 9789638461926
- 1998 A kognitiv metaforáról [La métaphore cognitive]. In: Nyelv, stílus, irodalom : köszöntő Péter Mihály 70. születésnapjára [A l'occasion du 70-ième anniversaire de M.P.] /Szerk Zoltán András. pp. 140–153. Budapest : Az ELTE BTK Keleti Szláv és Balti Filológiai tanszéke. ISBN 9634632378
- 1998 Intonation in Hungarian. In: Hirst, Daniel & Di Cristo, Albert eds. Intonation systems, pp. 328–344. ISBN 0521395135, ISBN 9780521395137, ISBN 052139550X, ISBN 9780521395502
- 1998 La magie du nombre 3. Le Fait de l'analyse n‘ 3. pp. 215–260.
- 1998 Languages dans le langage. = Revue d'études françaises. 3. pp. 43–50. ISSN 1416-6399
- 1997 Polyphonie pour Iván Fónagy : mélanges offerts en hommage à Iván Fónagy /coordonné et presenté par Jean Perrot. Paris: L'Harmattan. ISBN 2738454585; ISBN 9782738454584
- 1997 Figements et changements sémantiques. In: La locution: Entre langue et usages, ed. Martins-Baltar, Michel, pp. 131–164. Saint-Cloud: ENS éditions.
- 1997 Nyelvi jelek dinamikus szerkezete [Structure dynamique des signes verbaux]. = Nyelvtudományi Közlemények. 95. A Telegdi Zsigmond emlékülés előadásai pp. 45–82. ISSN 0029-6791
- 1997 Aspects psychodynamiques du langage. Communautés éducatives 101. pp. 12–15.
- 1997 A halálösztön és a nyelv dinamikája.[La dynamique de l'instinct de mort et de l'instinct de vie dans le langage.] = Thalassa 8. évf. 2/3. sz. pp. 33–41. ISSN 0865-9362
- 1997 Nyelvészet és pszichoanalízis [Linguistique et psychanalyse]. Beszélgetés Fónagy Ivánnal /Erős Ferenc – Szilasi Judit. = Thalassa 8. évf. 2/3. sz. pp. 42–58. ISSN 0865-9362
- 1997 A felsorolásról [Sur l'énumération] = Holmi, 9. évf. pp. 616–629. ISSN 0865-2864
- 1996 A felkiáltás helye. A felkiáltásról fejlődéstani szemszögből [L'excalamation vue sous l'angle :évolutif]. In: Emlékkönyv Szépe György 75. születésnapjára (Festschrift 'Szépe György') 1. pp. 66–73. Pécs : Université 'Janus Pannonius', Projekt Programiroda. ISBN 9638146400
- 1996. Figures of thought and forms of thinking. = Elementa 3: 1-49. ISSN 1064-6663[?]
- 1996 Statut dynamique des énoncés exclamatifs. Substance et fonctions. = L'analisi linguistica e letteraria by Università cattolica del Sacro Cuore. Milano. 2. pp. 307–338. en collaboration avec Eva Bérard. ISSN 1122-1917
- 1996 A nyelvi félrenevelésről. Vázlat [De la déséducation verbale. Esquisse]. = Irodalomtörténet, 77. évf. pp. 10–22. ISSN 0324-4970

## 1991 – 1995
- 1995. Musiques dans la parole. In: Tendenze e metodi nella ricerca musicologica, ed. Pozzi, Raffaele, 129-142. Firenze: Olschki. ISBN 8822243277; ISBN 9788822243270
- 1995. Hangszimbolika [Symbolisme phonétique]. In: Kapitány Agnes et :Kapitány Gábor eds. Jelbeszéd az életünk. A szimbolizáció története és kutatásának módszere, [1. köt.] [Notre vie: langage de symboles. Histoire de la symbolisation et l'analyse de ses méthodes], pp. 56–79. Budapest : Osiris – Századvég. ISBN nélkül
- 1995. A hangkarakterológia esélyei [Les chances d'une caractérologie vocale]. In: Telegdi Zsigmond ed. Általános Nyelvészeti Tanulmányok. 18. pp. 23–41. [Paru en 1985]. ISSN és ISBN nélkül.
- 1995 A hidden presence : Verbal magic. In: Weltbürger-Textwelten. Helmut Kreuzer zum Dank, Hrsg. Leslie Bodi et al. pp. 398–409. Frankfurt am Main : Peter Lang. ISBN 3631482019
- 1995 Iconicity and expressive syntactic transformations. In: Syntactic iconicity and linguistic freezes, ed. Landsberg, Marge E. 285-304. Berlin, New York : Mouton de Gruyter. ISBN 3110142279; ISBN 9783110142273
- 1995 Figement et mouvement. Changements lexicaux en cours dans le français contemporain. = Revue Romane 30. pp. 163–204. ISSN 1600-0811
- 1995 Gondolkodási hibák, gondolatalakzatok [Fautes de pensée, figures :de pensée]. = Magyar Pszichológiai Szemle. 35. évf. pp. 139–177. ISSN 0025-0279
- 1995 Communication with pretend actions in language, literature and psychoanalysis (in coll. with Peter Fonagy). Psychoanalysis and Contemporary Thought 18. pp. 363–418.
- 1994 Világirodalmi lexikon [Encyclopédie de la littérature mondiale] 16. köt. Verscím [Le titre des poèmes], 633a-640b. ISBN 9630508710
- 1994 Mese a 3-as számról [Conte du nombre 3]. = Holmi, 6. évf. pp. 1784–1808. :ISSN 0865-2864
- 1994 A felidézés folyamata. Adalék a mindennapi élet pszichopatolgiájához [Le rappel d'un fait oublié. Contribution à la psychopathologie de la vie quotidienne]. = Magyar Pszichológiai Szemle 34. pp. 388–396. ISSN 0025-0279
- 1993 Physei/Thesei. L'aspect évolutif. In: Motivation et Iconicité. Faits de Langues 1/1 pp. 29–44. Paris, Presses universitaires de France.
- 1993 Les chances d'une caractérologie vocale. In: Pour une anthropologie des voix. Eds: N. Revel, D. Rey-Hulman – Paris : L'Harmattan 47-82.
- 1993 Le lettere vive. Scritti di semantica dei mutamenti linguistici. Ed. Paolo Bollini – Bari : Dedalo, 392 p. ISBN 8822061489
- 1993 Il significato delle stile vocale. I verri 1-2, 7-30.
- 1993 As funcçiõnes modais da entoação. Cadernos de Estudos Lingvisticos : 25, Fontica. Ed. M. da Matta Machado, 25-65.
- 1992 Világirodalmi lexikon [Encylopédie de la littérature mondiale] 13.köt. Budapest : Akadémiai Kiadó. Stilus (606a-626a), szórend [l'ordre des mots] (682a-686b). ISBN 9630564165
- 1992 Világirodalmi lexikon [Encyclopédie de la littérature mondiale]14. köt. Budapest : Akadémiai Kiadó. Szimbólum (682a-686b. ISBN 9630564173
- 1992 Traits distinctifs dynamiques. In: Language, speech and linguistic theory. Current issues in linguistic theory 64. Ed. B. Brogynyi, pp. 134–141. Amsterdam, Philadelphia: Benjamins.
- 1992 Fonctions de la durée vocalique. In: Mélanges Léon : phonétique, phonostylistique, linguistique et littérature : hommages à Pierre Léon. pp. 141–167. Toronto : Mélodie.
- 1992 A költői kutatásról [La recherche poétique]. = Acta Academiae Paedagogicae Szegediensis. Series Linguistica, Litteraria et Aesthetica 5. pp. 77–117.
- 1992 A költészet kezdetei. In: A művészet születése [gyűjteményes köt.]Budapest : Holnap Kiadó, pp. 113–118. ISBN 9633450888
- 1992 A „primitív” nyelvekről. In: A művészet születése [gyűjteményes köt.] Budapest : Holnap Kiadó. 141-142. p. ISBN 963345088-8
- 1991 La vive voix. Essais de psycho-phonétique. Préf. De Roman Jakobson. 2. édition revue et corrigée. Paris : Payot 346 p. ISBN 2228883379
- 1991 Paralinguistic universals and preconceptual thinking in language. In. New vistas in grammar : invariance and variation. Eds: Linda R. Waugh, Stephen Rudy, pp. 495–516. Amsterdam, Philadelphia : Benjamins. ISBN 9027235430; ISBN 9789027235435
- 1991 Hogyan lehettem volna nyelvész? [Comment aurais-je pu devenir linguiste? In: Nyelvészetről – egyes szám első személyben. Eds: Bakró-Nagy Marianne; Kontra Miklós pp. 31–34.--Budapest : Nyelvtudományi Intézet. ISBN 9638461519
- 1991 'Happy birthday to you' In: Studia in honorem Andreas Vértes. Ser. Magyar fonetikai füzetek. 23. pp. 3–6. ISBN 9638461500

## 1986 – 1990
- 1990-91 Auto-regulatione del volume della voce in circonstanze usuali i inusuali. (In coll. avec I. Hermann) = Il piccolo Hans. Milano : Dedalo libri. 68. pp. 70–104.
- 1990-91 The chances of vocal characterology = Acta linguistica Hungarica, vol. 40. no. 3/4. pp. 285–313. ISSN 1216-8076
- 1990 Gondolatalakzatok, szövegszerkezet, gondolkodási formák [Figures de pensée, structure du texte, et formes de pensée]. Ser. Linguistica. Ser. C. Relationes 3. Budapest : MTA Nyelvtudományi Intézete. 44 p. ISBN 9638461489
- 1990 Tendances de neutralisation des oppositions entre voyelles nasales dans le français parisien. (En coll. avec G. Boulakia) In: Speech Research : international conference, June 1-3, 1989, Budapest : additional papers / Ed. Tamás Szende. pp. 21–24. Budapest : Nyelvtudományi Intézet. ISBN sz. nélkül. OCLC 34745702
- 1990 Les langages de la voix. In: L'esprit des voix. Eds J.-M. Alby; C. Ales. pp. 69–84. – Grenoble : Pensée sauvage. ISBN 2859190740
- 1990 Foreword of The semiotics of French gestures (Geneviéve Calbris ). Computer file. Bloomington : Indiana University Press, pp. XI-XIV. ISBN 0585027412; ISBN 9780585027418
- 1989. Élőszó [Vive voix]. Akadémiai doktori disszertáció [Thèse de doctorat, présentée à l'Académie Hongroise des Sciences].
- 1989 A költői nyelv hangtanából [Sur la phonétique du langage poétique]. 2. jav., bőv. kiad. [édition revue et complétée]. Budapest : Akadémiai Kiadó. 266 p. ISBN 9630547694
- 1989 A mágia és a titkos tudományok története. 2. hasonmás kiad. Budapest : Tinódi Könyvkiadó. ISBN 9630262673; ISBN 9789630262675
- 1989 The metaphor: a research instrument. In: Comprehension of literary discourse Eds: D. Meutsch, R. Viehoff, pp. 111–130. – Berlin, New York : De Gruyter. ISBN
- 1989 On status and functions of intonation. = Acta Linguistica Hungarica 39. pp. 53–92. ISSN 1216-8076
- 1989 Le français change de visage. = Revue Romane 24. pp. 225–254.
- 1989 La Cendrillon de Dwight Bolinger. = Semiotica 76. pp. 217–244
- 1988 Bevezetés a nyelvtudományba. Berrár Jolán, Telegdi Zsigmond társszerzőkkel. Budapest : Tankönyvkiadó Váll. 201 p.
- 1988 La vive voix. Ser. Doktori értekezés tézisei. Budapest : MTA Soksz. 14 p.
- 1988 Written intonation: transcription and retrieval. In: Von der verbalen Konstitution zur symbolischen Bedeutung. Eds: J. S. Petőfi; T. Olivi. pp. 196–212 – Hamburg : Helmut Buske. ISBN 3871188662
- [1988] 1987 Semantic diversity in intonation. In: Proceedings of the 11th Congress of Phonetic Sciences [Tallinn]. vol. 2. S1.2 pp. 468–470. OCLC: 17672005
- 1988 Live speech and preverbal communication. In: The genesis of language. Ed. M. Landsberg. pp. 183–204. – Berlin, New-York : De Gruyter. ISBN 0899253709
- 1988 Lecture musicale. = Nouvelle Revue de Psychanalyse, 37. pp. 215–242.
- 1988 Dire l'indicible. = Revue Française de Psychanalyse. pp. 421–432.
- 1987 Individual conversational maxims. In: Antipodische Aufklärungen. Festschrift für L. Bodi. Ed. Walter Veit. pp. 105–121. – Frankfurt; Bern; New York : Peter Lang. ISBN 382049796X; ISBN 9783820497960
- 1987 La structure sémantique des guillemets. Traverse 43. pp. 90–101.
- 1987 Vocal expression of emotions and attitudes. Versus. Quaderni di studii semiotici 47/48. pp. 65–85.
- 1987 'Think in French' – 'Penser en anglais' Franco-British studies 3. pp. 1–14.
- 1987 La rectitude des signes et l'hétérogénité du langage. = Revue de philosophie ancienne, 5. pp. 187–206. ISSN 0771-5420
- 1987 La Lettere vive in poesia. = Il Piccolo Hans 53. pp. 53–116. OCLC: 3793895
- 1986 Világirodalmi lexikon [Encyclopédie de la litterature mondiale] 10: (Budapest : Akadémiai Kiadó): Parafrasztikus elemzés [L'analyse paraphrastique] (133b-141b); paralelizmus (148b-180a); sormetszet [césure](371a-375a). ISBN 9630508710
- 1986 Reported speech in French and Hungarian. In: Direct and indirect speech Ed: F. Coulmas. pp. 255–309 – Berlin; New York; Amsterdam : De Gruyter-Mouton. ISBN 3110105993
- 1986 előtanulmányával Szathmáry László társszerzővel. Magyar alkémisták. Budapest : Könyvértékesítő Váll. 545 p. ISBN 9630240270
- 1986 Les langages de l'émotion. = Quaderni di Semantica 21-24. pp. 305–317. ISSN 0393-1226
- 1986 Analysis of complex (integrated) melodic patterns. (In collaboration with Judith Fónagy) In: To honour Ilse Lehiste Eds: R. Channon, L. Shockey. pp. 75–97 – Dordrecht : Foris.

## 1981 – 1985
- 1985 A hangkarakterológia esélyei [Les chances de la caractérologie vocale]. In: Beszéd és mentálhigiéne Eds: Hárdi I.;Vértes O. A. pp. 49–73. – Budapest : Akadémiai Kiadó. ISBN 9630236982
- 1985 Roman Jakobson, Selected Writings 3. (Review article) = Lingua : international review of general linguistics 67. pp. 251–268. 1985 J'aime _, je connais _. ISSN 0024-3841
- 1985 Verbes transitifs à objet latent. = Revue Romane 20. pp. 3–35
- 1984 Les langages dans le langage: fonctions de la diversité. In: Langages Iles Rencontres psychanalytiques d'Aix-en-Provence, 1983. Ed: A. Mijolla. pp. 303–353. Paris : „Les Belles Lettres”. ISBN 2251334262
- 1984 La poèsie des titres. In: Semiosis. In honorem Georgii Lotman. Eds: M. Halle et al., pp. 139–156. University of Michigan. ISBN 0930042557; ISBN 9780930042554
- 1984 La ponctuation expressive. In: Semiotics in text and literature. Ed: T. Borbé. pp. 803–812 – Berlin, New York, Amsterdam : Mouton. ISBN 3110097796; ISBN 9783110097795
- 1984 La genèse de l'énoncé articulé. = Neuropsychiatrie de l'Enfance et de l’adolescence 32. pp. 517–527. ISSN 0222-9617
- 1984 Kifejező szófajváltás költői szövegekben [Changements expressifs de la catégorie verbale dans des textes poétiques]. In: Ser. Általános nyelvészeti tanulmányok köt. 15. pp. 33–47. ISBN 9630532352
- 1984 Fonction et évolution. Variations sur le modèle fonctionnel de Karl Bühler. In: Bühler-Studien Bd. 1. Ed. A. Eschbach. pp. 224–236. Frankfurt am Main : Suhrkamp. ISBN 3518280813
- 1983 La vive voix : essais de psycho-phonétique. Paris : Payot. 346 p. ISBN 222813130X; ISBN 9782228131308
- 1983 Clichés politiques. In: From sounds to words. In honour of Claes-Christian Elert. – Umeå: Almquist & Wiksell. pp. 107–114. ISBN 9171741461; ISBN 9789171741462
- 1983 Word-class transfer in poetry and prose. In: Language and Style 16. pp. 227–240. ISBN 0807110965; ISBN 9780807110966
- 1983 Preconceptual thinking in language. In: The origin and evolution of language. Ed: E. Grolier. pp. 329–352 – London : Harwood. OCLC: 48275672
- 1983 Ponctuation expressive. Bloc Notes 6. pp. 1–14.
- 1983 Oral gesturing in two unrelated languages.(In coll. with M. H. Han and P. Simon) In: Investigations of the speech process. Quantitative Linguistics 19. Ed: P. Winkler. pp. 103–122. – Bochum : Brockmeyer. ISBN 3883393061; ISBN 9783883393063
- 1983 L'intonation et l'organisation du discours. (En coll. avec J. Fónagy) = Bulletin de la Société de Linguistique de Paris 78, 161-209. résumé https://web.archive.org/web/20061128125625/http://www.slp-paris.com/resumes/T06.html ISSN 0037-9069
- 1983 Les clichés mélodiques du français parisien. (En collaboration avec Judith Fónagy et Eva Bérard.) = Folia Linguistica 17. pp. 153–185. ISSN 0165-4004
- 1983 Changement de niveau linguistique en passant d'une langue l'autre. = Acta Linguistica Hungarica 33. pp. 65–87. ISSN 1216-8076
- 1982 La ripetizione creativa : ridondanze espressive nell'opera poetica. Bari : Dedalo. 125 p. ISBN 8822031202; ISBN 9788822031204
- 1982 Világirodalmi lexikon [Encyclopédie de la littérature mondiale] 8. Budapest: Akadémiai Kiadó.: Metafora (300b-331b). OCLC: 62012743
- 1982 Utószó [Postface à] Roman Jakobson 'A költészet grammatikája' cimmel megjelent válogatott írásaihoz [Grammaire de la poésie. Oeuvres choisies] Vál., szerk. Fónagy I., Szépe György. Budapest : Gondolat. 297 p. ISBN 9632811267
- 1982 Traduttore e il problema degli enunciati legati. In: Processi traduttivi. pp. 143–160.—Brescia : Scuola. OCLC: 21674765
- 1982 Situation et signification. Amsterdam : Benjamins. 160 p. ISBN 9027225044
- 1982 Prolégomènes à une caractérologie vocale. In: Voix : Carrefour de la personnalité. Les Dossiers de la Fédération Nationale des Orthophonistes.--Paris: Commission de l'information. pp. 75–95.
- 1982 'He is only joking'. Joke, metaphor and language development. In: Hungarian linguistics. Ed: F. Kiefer, pp. 31–108. – Amsterdam, Philadelphia : Benjamins. ISBN 9027215081; ISBN 9789027215086
- 1982 Vom Sprachspiel. Ueber Rede, Gleichnis und Metapher. = Siegener Periodicum zur internationalen empirischen Literaturwissenschaft (S.P.I.E.L). pp. 90–122. ISSN 0722-7833
- 1982 Variation et normes prosodiques. = Folia Linguistica 16. pp. 17–38. ISSN 0165-4004
- 1982 Le traducteur en face des énoncés liés. = Contrastes, hors série A1. pp. 59–74.
- 1982 Kifejező szófajváltás versben és prózában [Changements expressifs de catégorie verbale en prose et en poésie]. = Magyar Műhely 20. pp. 1–19. ISSN 0025-0201
- 1982 Intonation transfer and complex melodic patterns. = Toronto Working Papers, Experimental Phonetics Lab. 3. pp. 54–107. OCLC: 85449267
- 1981 Interprétation des attitudes à partir d'informations prosodiques. In: Comprendre le langage. Eds: J. Barbizet, M. Pergnier, D. Seleskovitc. pp. 38–42. Paris : Didier. ISBN 2864600145; ISBN 9782864600145
- 1981 Fonction prédictive de l'intonation. Studia Phonetica 18. pp. 113–122. ISSN 0829-2167; Monographic series
- 1981 Emotions, voice and music. In: Research aspects on singing. Ed: J. Sundberg, 51-79.--Stockholm: The Royal Swedish Academy of Music. ISBN 9185428221; ISBN 9789185428229
- 1981 A semiotic approach to prosodic irregularities. In: Phonologica. Eds: W. Dressler et al. pp. 137–152. – Innsbruck : Institut für Sprachwissenschaft der Univ. Innsbruck. ISBN 3851245644; ISBN 9783851245646
- 1981 Langage poétique et psychanalyse. = Semiotica vol. 33. pp. 123–150. ISSN 0037-1998
- 1981 La charpente phonique du langage. = Lingua vol. 55. pp. 221–227. ISSN 0024-3841
- 1981 A „beszédaktus” fejlődéstani szempontból tekintve [Aspect évolutif des actes de langage.] = Literatura 1/2. sz. Szabolcsi Miklós születésnapján [numéro spécial en l'honneur de Miklós Szabolcsi] pp. 37–43. ISSN 0133-2368

## 1976 – 1980
- L’accent en français contemporain / Ivan Fónagy et Pierre R. Léon (Dir.) ; textes de Fernand Carton … [et al.]. [Montreál] : Didier, [1980] XII, 233 p. Ser. Collection Studia phonetica, no.15) ISBN 2891440315
- 1980 La métaphore en phonétique. Studia phonetica 16. Ottawa : Didier. 220 p. ISBN 2891440323; ISBN 9782891440325
- 1980 Preverbal communication and linguistic evolution. In: The relationship of verbal and nonverbal communication. Ed. M. R. Key.--The Hague: Mouton. pp. 167–184. ISBN 9027978786; ISBN 9027978786
- 1980 'Bleu ou vert'? Analyse et synthèse des énoncés disjonctifs. (En coll. avec Eva Bérard.) In: The melody of language. Eds.:L. Waugh, C. H. Schooneveld, pp. 81–114. – Baltimore : University Park Press. ISBN 0839115571; ISBN 9780839115571
- 1980 Intensité et durée des sons. (En coll. avec J. Fónagy and Ph. Dupuy.) Travaux de Linguistique et Phonétique 3. pp. 169–199. OCLC: 53503778
- 1980 Duration as a function of sound pressure level. (In coll. with J. Fonagy and Ph. Dupuy) = Journal of phonetics vol. 8. pp. 375–378. ISSN 0095-4470
- 1980 Structure sémantique des signes de ponctuation. = Bulletin de la Société de Linguistique de Paris t.75. pp. 95–129. ISSN 0037-9069
- 1979 Világirodalmi lexikon [Encyclopédie de la littérature mondiale] 6. (Budapest : Akadémiai Kiadó): Kérdő mondat [énoncés interrogatifs] (182a-185b); költői kérdés [question rhétorique] (426a-430a); költői nyelv [le langage poétique] (430a-459a); konkrét költészet [poésie concrète] (511b-513a). ISBN 9630518031
- 1979 Structure et aspects sociaux des changements prosodiques. In: Proceeding of the 9th International Congress of Phonetic Sciences. pp. 204–211. Copenhagen : Institute of Phonetics.
- 1979 Spelling errors and linguistic consciousness. In: Proceeding of the 9th International Congress of Phonetic Sciences. 293. Copenhagen : Institute of Phonetics
- 1979 Artistic vocal communication at the prosodic level. In: Current Issues in the Phonetic Science. Ed. H. and P. Hollien, pp. 245–260. – Amsterdam: Benjamins. ISBN 9027209103; ISBN 9789027209108
- 1979 L'accent français: un accent probabilitaire. Studia Phonetica 15. pp. 123–233. ISSN 0829-2167 Monographic series
- 1979 À la recherche des traits pertinents prosodiques dans le français parisien. (En coll. avec J. Fónagy; J. Sap) Phonetica 36. pp. 1–20.
- 1979 Gamme sémantique des coups de glotte dans le français moderne. = Le Français dans le Monde 143. pp. 43–46. ISSN 0015-9395
- 1978 Nyelvek a nyelvben [Langages dans le langage]. In: (ÁNYT=) Általános nyelvészeti tanulmányok, köt. 12. pp. 61–105.
- 1978 Languages within language. In: Approaches to language Ed: W. C. McCormack, pp. 79–134. – The Hague: Mouton. ISBN 0202900738; ISBN 9780202900735
- 1978 La mélodie écrite. = Studia linguistica A.V. Issatschenko a collegis amicisque oblata Ed.: H. Birnbaum, pp. 129–147. – Lisse: De Ridder. ISSN 0039-3193
- 1978 A new method of investigating the perception of prosodic features. = Language and Speech 21. pp. 34–49. ISSN 0023-8309
- 1978 On metaphor. = Current Anthropology 19, pp. 90–91. ISSN 0011-3204
- 1977 Traits prosodiques distinctifs de certaines attitudes intellectuelles et émotives. En coll. avec L.J. Boé et V. Lucci. In: Textes des Huitièmes Journées d'études du Groupe de la ˝Communication Parlee˝ pp. 237–248. – Aix-en-Provence.
- 1977 Incidences des variables situationnelles sur quelques paramètres de l'intonation. In: Textes des Huitièmes Journées d'études du Groupe de la Communication 13-20. – Aix-en-Provence
- 1977 Világirodalmi lexikon [Encyclopédie de la littérature mondiale] 5. kötet (Budapest: Akadémiai kiadó: írásjel [signes de ponctuation] (111b-123b); íráskép [organisation visuelle du poème] (123b-143a); irodalom és hangtan [littérature et phonétique] (243b-250a); ismétlés [répétition] (397b-424a); jelentésátvitel [transfert sémantique] (619a-631a); jelviszony [rapport signifiant/signifié] (643b-652b). ISBN 9630513455 ISBN 9789630513456
- 1977 Linguagem e motivaçao. Una perspectiva semiologica. En collaboration avec Tzvetan Todorov, Jean Cohen et Ana Mariza Ribeiro Filipouski – Porto Alegre: Globo. OCLC: 69940558
- 1977 A variáns, az emfatikus és a dinamikus elvű leíró hangtan [La variante, l'emphase et la phonétique descriptive dynamique]. = Nyelvtudományi közlemények 79. pp. 105–134. ISSN 0029-6791
- 1977 Le statut de la phonostylistique. Phonetica 34. pp. 1–18.
- 1976/77 Le basi pulsionali della fonazione 1, 2. = Il Piccolo Hans 12, 16. pp. 55–104, 97- 165
- 1976 Prosodie professionnelle et changements phonétiques. (En coll. avec Judith Fónagy) Le Français moderne 44. pp. 193–228.
- 1976 La vive voix: dynamique et changement. = Journal de Psychologie pp. 273–307. ISSN 0021-7956
- 1976 La mimique buccale. Aspect radiologique de la vive voix. = Phonetica 33. pp. 31–44
- 1976 Comment mesurer l'accent d'intonation? (En coll. avec Eva Bérard et M. Guzman.) Travaux de l'Institut de Linguistique et Phonétique 2. pp. 41–61.

## 1971 – 1975
- 1975 Világirodalmi lexikon [Encyclopédie de la littérature mondiale] 3. Budapest: Akadémiai kiadó): Felsorolás [énumération] (85b-90a); feszültség [tension] (132b-137a); fonéma (238a- 240a); forma: belső forma [structure interne] (258a-269a); gondolatalakzat [figures de pensée] (637b-641b). – 4.: Halandzsa [textes probabilitaires] (160a-166b); hangalakzat [figures phonétiques] (198a-198b); hangfestés [peinture sonore] (199b-205a); hanglejtés [intonation] (205b-207a); hangutánzás [onomatopées] (213a-217b); hangzáselemzás (Schallanalyse) (217b-218b); hasonlat [comparaison] (259a-272b); hiperbaton (478a-480b); hiperbola (480b-485b); hírérték [information] (491b-502b); homály [obscurité] (563b-571a); homonímia (486b-487b); ISBN 9630513455
- 1975 Une histoire contemporaine. Changements linguistiques dans la période 1900-1940. Etudes Finno-Ougriennes 10. pp. 216–230. ISSN 0071-2051
- 1975 The voice of the poet. In: Towards a theory of context. Ed. A. Makkai, 81-124. – The Hague: Mouton.
- 1975 Structure sémantique des constructions possessives. In: Langue, discours, socité. Pour Emile Benveniste. Ed: J. Kristeva; J. C. Milner, pp. 44–84. – Paris: Seuil. OCLC: 2090229
- 1975 Prélangage et régression syntaxique. Lingua 36. 163-208.
- 1975 Analyse sémiotique de la voix humaine. = Semiotica 13, 97-108. ISSN 0037-1998
- 1974 Füst Milán: Öregség. Dallamfejtés [Vieillesse. Interprétation de la mélodie]. Budapest : Akadémiai Kiadó. 220 p. ISBN 9630503468 (Megjegyzés: Hanglemez melléklet: Füst Milán és Fónagy Iván beszélgetése. (mikrobarázdás kislemez))
- 1974 La fonction préindicative de l'intonation en français et en hongrois.(En coll. avec Marie-Hélène Galvagny) Travaux de l'Institut d'études Linguistiques et Phonétiques 1. pp. 31–56.
- 1974 Changement de pression buccale au cours de l'articulation des consonnes hongroises. Travaux de l'Institut d'études Linguistiques et Phonétiques 1. pp. 15–30
- 1973 Questions totales simples et implicatives. (En coll. avec Eva Bérard) = Studia Phonetica 8. pp. 53–97. ISSN 0829-2167
- 1973 Poids sémantique et 'poids phonique' = La linguistique 9. pp. 7–35. ISSN 0075-966X; visszavont ISSN 0024-3957
- 1973 One quantitative demonstration of dramatic tension. = Computational Linguistics and Computer Languages 9. pp. 7–38. Budapest : Számítástechnikai és Automatizálási Kutató Intézet.
- 1973 Métaphore mélodique multiple et intonation complexe. = Bulletin d'Audiophonologie 4. pp. 41–90.
- 1973 A propos de la transparence verlainienne. = Languages 31. pp. 90–102.
- 1973 "Az én hibám volt?" [Etait-ce ma faute?] = Magyar Nyelvőr, 97. évf. pp. 268–272.
- 1972 "Il est huit heures" : contribution à l'analyse sémantique de la vive voix. = Phonetica 26 : 157-192.
- 1972 Communication in poetry. In: Readings in modern linguistics ed. B. Malmberg, Stockholm. pp. 282–305. ISBN 9124204536
- 1972 A propos de la genèse de la phrase enfantine. Lingua 30. pp. 31–71.
- 1972 A kifejezés mint tartalom. Egy funkcionális poétika szempontjai [L'expression: un contenu, vue sous l'angle d'une poétique fonctionnelle]. In: Telegdi Zsigmond ed. Hagyományos nyelvtan – modern nyelvészet. pp. 105–133. Budapest : Tankönyvkiadó.
- 1972 Utószó. In: Hang-jel-vers / Roman Jakobson; [összeáll., utószó: – , Szépe György] 2. bőv. kiad. Bp., Gondolat, 1972. 516 p. ISBN szám nélkül.
- 1971 The functions of vocal style. In: Literary style Ed: S. Chatman. pp. 159–174. – London etc. : Oxford university press. ISBN 0194360040
- 1971 Les bases pulsionnelles de la phonation. 2. La prosodie. = Revue Française de Psychanalyse 35, pp. 543–591. ISSN 0035-2942
- 1971 Le signe conventionnel motivé. = La linguistique 7. pp. 55–80. ISSN 0075-966X
- 1971 La synthèse de l'ironie. Analyse par la synthèse de l'intonation motivée. = Phonetica 23. pp. 42–51.
- 1971 Helyesírási hibák haszna. Helyesírási hibák néhány fonológiai tanulsága. [Ce que nous enseignent les fautes d'orthographe?]. (En collaboration avec Péter Fonagy.) = Magyar Nyelvőr 95, pp. 70–89.
- 1971 Ein Messwert der dramatischen Spannung (mit Judith Fónagy.) = Zeitschrift für Literaturwissenschaft und Linguistik (LILI) 1, pp. 73–98. ISSN 0049-8653
- 1971 Double coding in speech. = Semiotica 3. pp. 189–222. ISSN 0037-1998

## 1966–1970
- 1970 Világirodalmi lexikon. 1. köt. [Encyclopédie de la littérature mondiale vol.1.] Affektivitás (72a-74a); afformizma (76a-79a); alakzat [figures] (146b-147b); allegória (213a-217b); alliteráció (220a-224a); anagogé (275b-277a); anakronizmus (283a-284b); annomináció (338b-340a); antitézis (357a-360b); antonomázia (367a-368a); aposztrophé (394a-396b); archaizálás (431a-433b); banalitás (672a-673a); beszédhelyzet [situation de communication] (882b-883b). Budapest : Akadémiai Kiadó. OCLC: 58629075
- 1970 Distribution of phonemes in word-sets contrasting in meaning. (In collaboraton with Judith Fónagy.) In: Hommage Marcel Cohen. Ed. D. Cohen. – The Hague : Mouton, pp. 69–72.
- 1970 Zárhangok, réshangok, affrikáták hangszínképe [Analyse spectrographique des occlusives, des constrictives et des affriquées]. (En collaboraton avec Tamás Szende). = Nyelvtudományi Közlemények 71. pp. 281–343.
- 1970 Viccel a bácsi. Humor és költőiség a nyelvben. [Je dis ça pour rire. Humour et poésie dans le langage]. = Magyar Nyelvőr 94. pp. 16–43.
- 1970 Les bases pulsionnelles de la phonation 1. Les sons. = Revue Française de Psychanalyse 35. pp. 101–136. ISSN 0035-2942
- 1969 Utószó. In: Hang-jel-vers / Roman Jakobson; [összeáll., utószó – –, Szépe György; ford. Barczán Endre et al.] Budapest : Gondolat. 461 p. 1 t.
- 1969 Szájüregi nyomásmérések [Mesure de pression intra-orale]. (En collaboration avec Eva Fónagy.) In: Dezső Pais et Loránd Benkő eds. Dolgozatok a hangtan köréből. Budapest : Akadémiai Kiadó. Nyelvtudományi Értekezések 67. pp. 17–44.
- 1969 Métaphore d'intonation et changement d'intonation. = Bulletin de la Société de Linguistique de Paris 64. pp. 22–42.
- 1969 L'ordre des mots dans Aucassin et Nicolette. (En collaboration avec Judith Fónagy.) = Bulletin de la Société de Linguistique de Paris 64. 101-103.
- 1969 Egy áttetsző Verlaine versről [Un poème transparent de Verlaine]. = Magyar Nyelvőr 93. pp. 246–256.
- 1969 Accent et intonation dans la parole chuchotée. = Phonetica 20. pp. 177–192.
- 1968 Les structures rythmiques de la poésie. In: Les rythmes. Eds: P. Mounier-Kahn; J. C. Lafon. pp. 308–323. – Lyon: Institut d'Audiophonologie.
- 1968 Suttogott dallam? [Mélodie chuchotée?] = Magyar Nyelvőr 92. pp. 255–262.
- 1968 A költői mű ritmusáról [Les rythmes de l'oeuvre poétique]. = Magyar Műhely 27. pp. 59–75.
- 1967 A magyar beszéd dallama [L'intonation du hongrois]. (En collaboration avec Klara Magdics.) – Budapest : Akadémiai kiadó. 317 p.
- 1967 A beszédvizsgálat új eszközei és eredményei [Méthodes et résultats de la recherche phonétique contemporaine]. In: Helyes kiejtés, szép magyar beszéd. Az egri kiejtési konferencia anyaga. pp. 132–136. Budapest : Akadémiai Kiadó. A Magyar Nyelvtudományi Társaság kiadványai 120.
- 1967 Variation und Lautwandel. In: Phonologie der Gegenwart. Vorträge und Diskussionen anlässlich der Internationalen Phonologie-Tagung. pp. 100–123. – Graz, Wien, Köln : H. Böhlaus Nachfolger.
- 1967 Hanglejtés-metafora, hanglejtés-változás [Métaphore d'intonation et changement d'intonation]. In: Imre Samu, Szathmári István eds. A magyar nyelv története és rendszere. A debreceni nyelvészkongresszus előadásai (1966. augusztus 24-28). Budapest. Nyeltudományi Értekezések 58. pp. 234–244. A Magyar Nyelvtudományi Társaság kiadványai 120.
- 1967 Hörbare Mimik. = Phonetika 16. pp. 25–35.
- 1967 Füst Milán: Öregség. Egy szabad vers zenéjéről [Milan Füst: Vieillesse. La musique d'un poème en vers libres]. = Magyar Nyelvőr 91. pp. 420–449
- 1967 Áthajlás, szünet, szerkezet [Enjambement, pause, structure]. = Nyelvtudományi Közlemények 69, 313-343.
- 1967 A versek hírértéke. Költészet és információelmélet. [L'information des vers/ Poésie et théorie de l'information.] In: Magvető évkönyve. pp. 359–386.
- 1967 A beszéd mérése és érzéklése. Új eszközök, új módszerek a fonetikában [Mesure et perception de la parole. Résultat récents, nouvelles méthodes en phonétique]. = MTA 1. Osztály Közlemények 24. pp. 59–90.
- 1966 A beszéd kettős kódolása [L'encodage duel du langage]. Általános Nyelvészeti Tanulmányok 4. pp. 69–76.
- 1966 Hangváltozás és hangváltakozás [Variation et changement phonétique]. Általános Nyelvészeti Tanulmányok 5. pp. 123–153.
- 1966 Sound pressure level and duration. (In collaboration with J. Baráth) = Phonetica 15. pp. 14–21.
- 1966 Iga és ige. Kétféle /i/ a magyar köznyelvben? [Deux sortes de /i/ dans le hongrois contemporain?] = Magyar Nyelv 62. pp. 323–324.
- 1966 Időtartam és hangosság [Durée et sonorité]. (En collaboration avec Judith Baráth.) = Nyelvtudományi Közlemények 68, 115-124.
- 1966 Hangszínképzés a gége szintjén? [Genèse du timbre au niveau glottique?]. = Magyar Nyelv 62. pp. 79–80.
- 1966 Hallható-e a mimika? [La mimique faciale est-elle audible?] = Magyar Nyelvőr 90. pp. 337–341; I-VIII.
- 1966 Electrophysiological and acoustic correlates of stress and stress perception. = Journal of Speech and Hearing Research 9. pp. 231–244.
- 1966 A nyomaték szófajmegkülönböztető szerepe [Catégories verbales distinguées par l'accent]. (En collaboration avec Klara Magdics.) = Nyelvtudományi Közlemények 68. pp. 97–114
- 1966 "Api figyelj ide!" Dallammetafora és dallamváltozás ["Papa, écoute!" Métaphore mélodique et changement]. = Magyar Nyelvőr 90, 121-138.

## 1961 – 1965
- 1965 Zur Gliederung der Satzmelodie. Proceedings of the 5th International Congress of Phonetic Sciences [Münster 1964] pp. 281–286. – Basel, New York: Karger.
- 1965 Tagolható-e a hanglejtés? [La mélodie est-elle segmentable?] Általános Nyelvészeti Tanulmányok 3. pp. 63–70.
- 1965 Der Ausdruck als Inhalt. In: Mathematik und Dichtung. Eds: H. Kreutzer; R. Guntzenhuser. – München: Nymphenburger Verlag, 243-274.
- 1965 Contribution to the physei-thesei debate. In: Omagiu Alexandru Rosetti. pp. 251–257 – Bucuresti : Editura Academiei Republicii Socialiste România.
- 1965 Hanglejtéskutatás és nyelvoktatás [L'intonation dans l'enseigment des langues] = Modern Nyelvoktatás 3/3, pp. 18–24. ISSN 0139-2492
- 1965 Form and function of poetic language. = Diogenes 51. pp. 72–116.
- 1965 Hanglejtés és érthetőség [Intonation et compréhension]. (Péchy Blankával társszerzésben) = Magyar Nyelvőr 89. pp. 281–292.
- 1964 Köznyelvi hangstatisztikai vizsgálatok [Analyse statistique de textes hongrois]. (Dömölki Bálint és Szende Tamás társszerzőkkel.) Általános Nyelvészeti Tanulmányok 2. ed. Telegdi Zsigmond. pp. 118–132. Budapest : Akadémiai Kiadó.
- 1964 A nyelv prozódikus jegyei [Les traits prosodiques du langage]. In: Bevezetés a nyelvtudományba. pp. 60–64. – Budapest : Akadémiai Kiadó.
- 1964 A kérdőmondatok dallamáról [Intonation des énoncés interrogatifs]. Nyelvtudományi Értekezések. Bárczi Géza Emlékkönyv. pp. 1–89. Budapest : Akadémiai Kiadó.
- 1964 A dynamic approach to phonemics. Symposium Burg Wartenstein. pp. 1–32.
- 1964 Information du style verbal. = Linguistics 4. pp. 19–47. Berlin; Párizs : Mouton. ISSN 0024-3949
- 1964 The self-regulation of loudness under usual and unusual circumstances. (In coll. with Imre Hermann) = Zeitschrift für Phonetik, Sprachwissenschaft und Kommunikationsforscung. Bd.17. pp. 209–214. ISSN 0044-331X
- 1964 A beszéd dinamikus leírásának elveiről [Principes d'une description dynamique du langage]. = Nyelvtudományi Közlemények 66. pp. 315–330.
- 1963 A metafora a fonetikai műnyelvben : adatok a tudományos gondolkodás fejlődésének történetéhez [La métaphore en phonétique]. Ser. Nyelvtudományi Értekezések 37. Budapest : Akadémiai Kiadó. 67 p.
- 1963 Die Metaphern in der Phonetik. Ein Beiträg zur Entwicklungsgeschichte des wissenschaftlichen Denkens. Ser. ([Janua linguarum. series minor. no. 25.]) The Hague : Mouton. 132 p.
- 1963 A stílus hírértéke [L'information du style]. Általános Nyelvészeti Tanulmányok 1. pp. 91–123.
- 1963 Utószó és bibliográfia [Postface et bibliographie]. In: Laziczius Gyula: Fonetika. Budapest : Tankönyvkiadó. pp. 189–206.
- 1963 Az érzelmek tükröződése a hanglejtésben és a zenében [L'expression des émotions dans l'intonation et dans la musique]. (En collaboration avec Klára Magdics.) = Nyelvtudományi Közlemények 65. pp. 103–136.
- 1963 Emotional patterns in language and music. (In collaboration with Klára Magdics.) = Zeitschrift für Phonetik, und Sprachwissenschaft und Kommunikationsforscung. Bd. 16. pp. 293–326. Réimprimé dans: Intonation ed. Dwight Bolinger, Pinguin Books 1972. pp. 286–312.
- 1963 Das Paradoxon der Sprechmelodie. Ansätze zur Melodielehre der ungarischen Sprache. (Mit Magdics Klára.) = Ural-Altaische Jahrbücher 35. pp. 1–55.
- 1963 A hangerő önvezérlése szokatlan körülmények között [Auto-contrôle de l'intensité dans des circonstances non habituelles]. (En collaboration avec Imre Hermann.) = Magyar Nyelv 59. pp. 317–321.
- 1963 Az érzelmek kifejező mozgása a gége szintjén. Röntgenografikus vizsgálatok. [Gestes expressifs au niveau glottal. Analyses radiologiques.] = Magyar Pszichológiai Szemle 20. pp. 206–216.
- 1962 Mimik auf glottaler Ebene. = Phonetica 8. pp. 309–320.
- 1962 Beszéd és valószínűség [Parole et probabilité]. = Magyar Nyelvőr 86. pp. 309–320.
- 1962 A nyomaték hangos vetülete [Projection acoustique de l'accent]. = Nyelvtudományi Közlemények 64. pp. 157–186.
- 1962 A hasonulás és a beszédhangok hírértékének módosulása [Assimilation et changement d'information des sons dans la parole]. (En collaboration avec Klára Magdics.) = Magyar Nyelv 58. pp. 466–469.
- 1961 Beitrag zur Frage der Motivation sprachlicher Zeichen. In: Zeichen und System der Sprache. Bd. 1. pp. 52–54. Berlin : Akademie-Verlag. OCLC 1494642
- 1961 Informationsgehalt von Wort und Laut in der Dichtung. In: Poetics [Poetyka], eds: Mayenowa et al. Warszawa : [Państwowy Instytut Wydawniczy] Panstwowe Wydawnictwo. pp. 591–605.
- 1961 Informácielmélet és fonetika [Théorie de l'information et phonétique]. = Nyelv- és Irodalomtudományi Közlemények 18. pp. 54–73.
- 1961 Die Silbenzahl der ungarischen Wörter in der Rede. = Zeitschrift für Phonetik, Sprachwissenschaft und Kommunikationsforschung 14. pp. 88–92. ISSN 0044-331X
- 1961 Communication in poetry. = Word. vol. 17. pp. 194–212. ISSN 0043-7956

## 1956 – 1960
- 1960 Speed of utterance in phrases of different length. (In collaboration with Klara Magdics). = Language and Speech, vol. 3. pp. 179–192. ISSN 0023-8309
- 1960 Die Redepausen in der Dichtung. = Phonetica 5. pp. 169–203. ISSN 0031-8388
- 1960 Beszédsebesség, szólam, ritmusérzék [Débit, groupes accentuels, sens rythmique]. (En collaboration avec Klára Magdics). = Magyar Nyelv 56. pp. 450–458.
- 1960 A zenei hang és a zene [Le ton et la musique]. = Magyar Zene 12. pp. 271–278.
- 1960 A szavak hossza a magyar beszédben [La longueur des mots dans la parole hongroise]. = Magyar Nyelvőr 84. pp. 355–360.
- 1960 A hang és a szó hírértéke a költői nyelvben [Information des sons et de mots dans des textes poétiques]. = Nyelvtudományi Közlemények 62. pp. 73–100.
- 1959 A költői nyelv hangtanából. [Pour une phonétique du langage poétique]. Ser. Irodalomtörténeti Füzetek 23. Budapest : Akadémiai Kiadó. 289 p.
- 1959. Vita a Saussure-i tanítások magyar visszhangjáról. Hozzászólás Deme László vitaindtó eladásához. = Nyelvtudományi Közlemények 18. pp. 141–143.
- 1959 Kleine Beiträge zur Akzentfrage. = Zeitschrift für Phonetik, Sprachwissenschaft und Kommunikationsforschung. 12. pp. 36–57. ISSN 0044-331X
- 1958 A hangsúlyról [Sur l'accent]. Ser. Nyelvtudományi Értekezések 18. Budapest : Akadémiai Kiadó. 76 p.
- 1958 A hangerő önvezérlése [L'auto-contrôle de l'intensité]. (En collaboration avec Imre Hermann Imre) Ser. Nyelvtudományi Értekezések 17. pp. 22–30.
- 1958 Psychologisches über den Druckakzent. = Psyche [Psyhoanalyse] Bd. 11. pp. 63–72. ISSN 0033-2623
- 1958 Elektrophysiologische Beiträge zur Akzentfrage. = Phonetica 2. pp. 12–58. ISSN 0031-8388
- 1958 Die Selbstregelung der Lautstärke. (En collaboration avec Imre Hermann.) = Folia Phoniatrica 10. pp. 168–181. ISSN 0015-5705
- 1957 Kleiner Beitrag zur Silbenfrage. = Zeitschrift für Phonetik, Sprachwissenschaft und Kommunikationsforsc 10. pp. 269–278. ISSN 0044-331X
- 1957 Adalékok a szótag kérdéséhez [Contributions aux probèmes de la syllabe]. = Magyar Nyelvőr 53. 66-68 + I-VIII.
- 1957 A nyelvi jel sajátos jellegéről. Hozzászólás egy több évezredes vitához. [Spécificité du signe verbal: contribution à une discussion millénaire.] = Nyelvtudományi Közlemények 59. pp. 151–160.
- 1956 Ueber den Verlauf des Lautwandels. = Acta linguistica Hungarica, vol. 6. pp. 173–278.
- 1956 Über die Eigenart des sprachlichen Zeichens. = Lingua, vol. 6. pp. 67–88. ISSN 0024-3841

## 1951 – 1955
- 1955 A beszédhangok felfedezésének útján [La longue route de la découverte des sons du langage]. = Magyar Nyelvőr 79. pp. 437–441.
- 1954 A mozgalmi nyelvről [Le langage du parti] (En collaboration avec Klára Soltész). Budapest : Művelt Nép. 71, [1] p.
- 1954 Ueber die Schallfülle der ungarischen Vokale. = Acta Linguistica Hungarica 4. pp. 383–425.
- 1952 Francia leíró nyelvtan [egyetemi tankönyv] /Gáldi László, Herman József társszerzőkkel. Bp. Közoktatásügyi Kiadóvállalat. 337 p.
- 1952 Hangsúly és hanglejtés [Accent et intonation]. In: Francia leíróhangtan. [Grammaire descriptive du français] Ed: S. Eckhardt. Budapest : Közoktatásügyi Kiadóvállalat. pp. 62–82.
- 1952 A mozgalmi zsargonról [Sur le jargon du mouvement ouvrier] 1-3. (En collaboration avec Katalin Soltész) = Magyar Nyelvőr 76. pp. 255–259, 330-334, 444-448.
- 1951. Échos hongrois des articles de J. V. Staline sur la linguistique. = Acta Linguistica Hungariaca 1. pp. 211–225.

## 1946 – 1950
- 1949 Másodlagos hangsúlyváltozások a neolatin nyelvekben. PhD thesis. [Changements secondaires de l'accent dans les langues romanes. Thèse de doctorat]. Budapest : ELTE.

## 1941 – 1945
- 1943 Mágia. A titkos tudományok története [Magie. Histoire des sciences secrètes]. Budapest : Bibliotheca, 479, [1] p. Újra kinyomva [réimprimé]: 1989, Budapest : Tinódi Könyvkiadó; 1999, Budapest : Pallas Antikvárium. 'Az alkmiáról' fejezet megjelent előszóként [Le chapitre 'Sur l'alchimie' est paru comme préface], in: Magyar alkémisták [Alchimiste hongrois]/ Szathmáry László. Budapest : Könyvértékesítő Vállalat, 1986. pp. 9–49.
- 1943 A magyar köznyelv újabbkori változásai 1900-1940 [Les changements récents dans le hongrois]. = Országos Néptanulmányi Egyesület Évkönyve (szerk. Vikár Béla) 1943. pp. 78–81.
- 1942 Wawiri. A primitiv népek költészete [La poésie des peuples primitifs]. Budapest : Bibliotheca, 143 p. Vál., ford., előszó [Sélection, traduction, préface]
- 1941 A stílus zenéje. Zenei adalékok Novalis 'Ofterdingenjéhez. [La musique du style. Contribution à l'analyse musicale de l'Ofterdingen de Novalis] Ergasterion 5-6. 1941-42. pp. 17–33.